# Megaphorus willistoni
Megaphorus willistoni là một loài ruồi trong họ Asilidae. Megaphorus willistoni được Cole miêu tả năm 1964. Loài này phân bố ở vùng Tân Bắc giới.